# 志理太乎宜神社
志理太乎宜神社（しりたおぎじんじゃ）は、静岡県賀茂郡東伊豆町白田（しらだ）にある神社。江戸時代には来宮神社（きのみやじんじゃ）と呼ばれており、現在でもこの名が別称として併用され、鳥居の扁額などにもこの名が用いられている。

## 概要
片瀬白田駅の西方至近、国道135号沿いに鎮座している。
三宅島の椎取神社と共に、三島大明神（事代主神）の王子の一人・志理太(乎)宜命（しりた(お)き[ぎ]のみこと）を祀る式内社である志理太(乎)宜神社（しりた(お)き[ぎ]じんじゃ）の論社となっているが、同時期に創建されたと考えられる北隣りの片瀬（かたせ）地区の片菅神社（かたすげじんじゃ）もまた、同じく三宅島の三島大明神（事代主神）の別の王子を祀る式内社の論社として、三宅島の片菅神社と競合する分社的性格を有しているため、これらの神社は、元々はそうした三宅島の神社が噴火を避けて移転してきた避難的分社・遥拝所だった可能性がある。
創建は不詳だが、康永2年（1343年）再建の記録が『南豆風土誌』に残っている。また貞和2年（1346年）の上梁文などには白田来(浜)神社（しらだき(はま)じんじゃ）とある（『増訂豆州志稿』）。
また、旧社名や配祀されている祭神・五十猛命からも分かるように、江戸時代にはキノミヤ信仰を有する来宮神社としての性格も顕著であり、現在も河津町の川津来宮神社（杉桙別命神社）と同じく、「鳥精進・酒精進」の文化を有している。

## 祭神
- 志理太乎宜命（しりたおぎのみこと）
- 五十猛命